# SEIKO STORY〜90s-00s HITS COLLECTION〜
『SEIKO STORY〜90s-00s HITS COLLECTION〜』（セイコ・ストーリー・ナインティーズ・トゥ・サウザンズ・ヒッツ・コレクション）は、松田聖子のベスト・アルバム。2019年8月7日発売。発売元はソニー・ミュージックダイレクト。

## 解説
松田が1990年以降から2000年代にリリースしたヒット曲や名曲を収録した2枚組のベスト・アルバム。
ボーナス・トラックとしてMATSUYAKKO名義でリリースした『かこわれて、愛jing』、「PawPaw」名義でリリースした『WE ARE.』を収録。高品質Blu-spec CD2仕様。オールカラーブックレット封入。初回限定盤はホログラムジャケット封入。

## 収録曲

### Disc 1
全作詞：松田聖子　特記以外作曲：松田聖子,小倉良／編曲：鳥山雄司
1. We Are Love　（4：36）　
  - 作曲：鈴木祥子／編曲：笹路正徳
2. きっと、また逢える…　（4：47）
3. Shinin' Shinin'　（4：40）
4. あなたのすべてになりたい　（4：16）
5. Twinkle Star, Shining Star　（2：03）
6. 大切なあなた　（4：23）
7. 最後の“さよなら”　（4：40）
8. A Touch of Destiny　（3：55）
9. Together for Christmas　（3：43）
10. もう一度、初めから （4：55）
11. Back for More （5：00）
  - 編曲：小倉良,鳥山雄司
12. 輝いた季節へ旅立とう　（4：53）
  - 作詞：Meg.C
13. 素敵にOnce Again　（4：51）
  - 作詞：Meg.C
14. 素敵な明日　（4：54）
  - 作曲：小倉良
15. Call me　（4：15）
  - 作詞・作曲・編曲：原田真二
16. 逢いたい　（4：56）
  - 作曲・編曲：原田真二
17. あなたに逢いたくて2004　（5：42）

### Disc 2
特記以外　作詞・作曲：松田聖子
1. 永遠さえ感じた夜　（4：40）
  - 作曲・編曲：鳥山雄司
2. I'll fall in love　（4：50）　
  - 作曲：松田聖子,小倉良／編曲：小倉良
3. しあわせな気持ち　（4：33）　
  - 編曲：小倉良
4. Under the beautiful stars　（4：49）
  - 作曲・編曲：小倉良
5. bless you　（4：52）　
  - 作詞・作曲：上原純／編曲：小倉良
6. 明日への祈り　（3：29）
  - 作曲・編曲：小倉良
7. 涙がただこぼれるだけ　（5：07）　
  - 編曲：小林信吾
8. 二人ならば　（4：06）　
  - 編曲：船山基紀
9. クリスマスの夜　（4：56）　
  - 編曲：船山基紀
10. 花びら舞う季節に　（4：57）
  - 編曲：吉川慶
11. 星空の下の君へ　（5：32）
  - 編曲：志熊研三
12. Love is all　（5：32）
  - 編曲：宮野幸子
13. あの輝いた季節　（4：32）
  - 編曲：小倉良
14. 櫻の園（rearrange version）　（5：28）
  - 作詞：松本隆／作曲：大村雅朗／編曲：槇原敬之
15. かこわれて、愛jing　（4：35）
  - 作詞：栗尾直樹,小倉良／作曲・編曲：小倉良
16. WE ARE.　（3：29）
  - 作詞・作曲：上原純／編曲：Upa Upa

## 規格品番
- 初回仕様限定盤: MHCL-30613/4